# Елец-Маланино
Еле́ц-Мала́нино — село Хлевенского района Липецкой области России. Административный центр Елец-Маланинского сельсовета.

## География
Расположен в пределах Средне-Русской возвышенности в подзоне лесостепи. К селу примыкает деревня Старое Дубовое.

## Название
Первые части названий деревни Воронежское Маланино и села Елецкое Маланино говорят об уезде, в который входили эти населенные пункты до выделения Задонского уезда из Воронежского и Елецкого в 1779 году. Вторая часть названия — патронимическая, от фамилии Маланин.

## История
Возникло не позднее начала XVIII в. Известна по документам 1762 г.

## Население
| 1859 | 1897  | 2009 | 2010 |
| ---- | ----- | ---- | ---- |
| 595  | ↗1088 | ↘529 | ↘478 |

## Известные уроженцы
Кочетов, Андрей Алексеевич (1914—1999) — советский партийный и государственный деятель, Председатель Совета Министров Карельской АССР (1967—1984).

## Инфраструктура
Администрация поселения, почтамт, Ильинская церковь.

## Транспорт
Выезд на федеральную автотрассу М-4.
Остановка общественного транспорта «Елец-Маланино».